# Gare de Trélazé
Gare de Trélazé vasútállomás Franciaországban, Trélazé településen.

## Vasútvonalak
Az állomást az alábbi vasútvonalak érintik:
- Tours–Saint-Nazaire-vasútvonal

## Kapcsolódó állomások
A vasútállomáshoz az alábbi állomások vannak a legközelebb:
- Gare de La Bohalle
- Gare d’Angers-Saint-Laud